# Kurt Rauxloh
Kurt Rauxloh (ur. 23 lutego 1906 w Rheydt, zm.?) – esesman, członek załogi obozu koncentracyjnego Ravensbrück.
Z zawodu szewc, od 1936 r. był członkiem NSDAP. Od końca 1943 r. do połowy kwietnia 1945 r. był nadzorcą w obozowej szwalni w Ravensbrück. Rauxloh skazany został w szóstym procesie załogi Ravensbrück przez brytyjski Trybunał Wojskowy na 10 lat pozbawienia wolności za znęcanie się nad więźniarkami. Z więzienia zwolniono go z przyczyn zdrowotnych 26 września 1951 r.